# 521. pehotni polk (Wehrmacht)
Za druge 521. polke glejte 521. polk.
521. pehotni polk (izvirno nemško Infanterie-Regiment 521) je bil eden izmed pehotnih polkov v sestavi redne nemške kopenske vojske med drugo svetovno vojno.

## Zgodovina
Polk je bil ustanovljen 10. februarja 1940 kot polk 8. vala pri Passauu iz delov 34. in 55. pehotnega polka; polk je bil dodeljen 296. pehotni diviziji. 
20. novembra 1940 je bil III. bataljon izvzet iz sestave in dodeljen 578. pehotnemu polku; bataljon je bil nadomeščen.
15. oktobra 1942 je bil polk preimenovan v 521. grenadirski polk.